# Гурвич, Евсей Томович
Евсе́й То́мович Гу́рвич (род. 14 июня 1947, Баку) — советский и российский экономист, руководитель Экономической экспертной группы, член Общественного совета при Минфине России, член Консультативного совета при Председателе Банка России, член Экономического совета при Президенте РФ (2012—2018). Кандидат физико-математических наук.

## Биография
В 1971 году с отличием окончил факультет управления и прикладной математики Московского физико-технического института, в 1975 году — аспирантуру МФТИ на кафедре исследования операций и методов оптимизации. В том же году защитил в МФТИ диссертацию на тему «Асимптотическое исследование игр автоматов» и получил учёную степень кандидата физико-математических наук.
В 1978—1991 годах работал в НИИ по ценообразованию, в 1991—1996 годах — в Институте народнохозяйственного прогнозирования РАН. Профессор Российской экономической школы (2002—2005). С 1996 года работает в Экономической экспертной группе, с 2004 года является её руководителем.
Женат, имеет дочь и внука.

## Профессиональная деятельность
Сфера деятельности — макроэкономический анализ и прогнозирование, бюджетная политика, налоговая реформа, пенсионная система, политика обменного курса, рынок труда, анализ финансовых кризисов, экономические программы и реформы.
Участвовал в подготовке ряда реформ в сфере государственных финансов (создании и реформировании стабилизационного фонда, разработке бюджетных правил, пенсионной реформе, налоговой реформе), разработке долгосрочной бюджетной стратегии и других.
Член экономической группы «Сигма» («Сетевая институционалистская группа модернизационного анализа»).
Руководитель экспертной группы «Бюджетная и денежная политика, макроэкономические параметры развития российской экономики» в рамках разработки «Стратегии 2020» (2011—2012). Член Рабочей группы Экономического совета при Президенте Российской Федерации по направлению «Приоритеты структурных реформ и устойчивый экономический рост» (с 2016 года).
С 2013 года — руководитель Центра бюджетного анализа и прогнозирования Научно-исследовательского финансового института Министерства финансов Российской Федерации.
Независимый член Наблюдательного совета (Совета директоров) Сбербанка России (2014—2015).
«За большой вклад в разработку социально-экономической стратегии России на период до 2020 года» в 2012 году награждён орденом Почёта. В 2014 году стал лауреатом премии Егора Гайдара «За выдающийся вклад в области экономики». В 2018 году получил благодарность Президента Российской Федерации за большой вклад в работу по подготовке Стратегии развития Российской Федерации на период 2018—2024 годы; в 2019 году — благодарность министра финансов за активное участие в работе Общественного совета при Минфине России.

## Общественная деятельность
- Член Экономического совета при Президенте РФ (2012—2018),
- Член Общественного совета при Минфине России (с 2011)[5], заместитель председателя Общественного совета (2011—2017),
- Член Консультативного совета при председателе Банка России (с 2008),
- Член Экспертного совета по денежно-кредитной политике и правовому регулированию финансового рынка при Комитете Государственной Думы по финансовому рынку (с 2018),
- Президент Ассоциации независимых центров экономического анализа — АНЦЭА (2011—2015),
- Член правления Новой экономической ассоциации (с 2014),
- Заместитель главного редактора «Журнала Новой экономической ассоциации» (с 2008),
- Член редколлегии журнала Russian Journal of Economics (c 2014),
- Член редколлегии «Финансового журнала» (с 2014).

## Научные публикации
Автор более 120 научных публикаций в ведущих отечественных и зарубежных изданиях по бюджетной политике, финансовым кризисам, налоговой системе, пенсионной реформе, роли нефтегазового сектора в российской экономике, анализу российского рынка труда, курсовой политике, оценке экономических программ. На январь 2020 индекс Хирша по версии РИНЦ составлял 28.

## Избранные публикации
- 2020 — Анализ взаимосвязи доходов и расходов российских региональных бюджетов // Вопросы экономики, № 2.
- 2019 — Развилки пенсионной реформы: российский и международный опыт. // Вопросы экономики, № 9.
- 2018 — Анализ экспертных и официальных прогнозов цен на нефть. // Вопросы экономики, № 4.
- 2017 — Повышение пенсионного возраста и рынок труда. // Вопросы экономики, № 3.
- 2016 — Влияние финансовых санкций на российскую экономику. // Вопросы экономики, № 1.
- 2015 — Нефтяной суперцикл и бюджетная политика. // Вопросы экономики, № 9.
- 2014 — Новая модель роста для российской экономики. // Вопросы экономики, № 12.
- 2014 — Динамика собираемости налогов в России: макроэкономический подход. // Финансовый журнал, № 4.
- 2013 — Как обеспечить внешнюю устойчивость российской экономики // Вопросы экономики, № 9.
- 2011 — Принципы новой пенсионной реформы. // Вопросы экономики, № 4.
- 2010 — Нефтегазовая рента в российской экономике // Вопросы экономики, № 11.

Некоторые публикации в СМИ:
- Что нужно знать о новом бюджете. // Российская газета, 21.09.2020
- Пенсионный выбор: меньше получать, больше платить или дольше работать? // Собеседник, 21.02.2020
- Российский рынок труда на свету и в тени. // Коммерсант «Наука», 29.10.2019
- Эффект Набиуллиной: как Центробанк изменил экономику России. // Forbes, 02.03.2018
- Как создать идеальные условия для денег. // Ведомости, 23.12.2016

## Награды
- Орден Почета, «За большой вклад в разработку социально-экономической стратегии России на период до 2020 года» (2012)[4].
- Премия Егора Гайдара, присуждаемая Фондом Егора Гайдара, «За выдающийся вклад в области экономики» (2014)[6].